# Tomáš Cibulec
Tomáš Cibulec (* 15. ledna 1978 Havířov) je bývalý český tenista.

## Finálové účasti na turnajích ATP

### Čtyřhra – výhry (3)
| Č. | Datum             | Turnaj     | Povrch | Partner      | Soupeři ve finále                 | Výsledek      |
| 1. | 24. červenec 2000 | San Marino | antuka | Leoš Friedl  | Gastón Etlis Jack Waite           | 7–6 (1), 7–5  |
| 2. | 24. únor 2003     | Kodaň      | tvrdý  | Pavel Vízner | Michael Kohlmann Julian Knowle    | 7–5, 5–7, 6–2 |
| 3. | 14. červenec 2003 | Stuttgart  | antuka | Pavel Vízner | Jevgenij Kafelnikov Kevin Ullyett | 3–6, 6–3, 6–4 |

### Čtyřhra – prohry (8)
| Č. | Datum             | Turnaj          | Povrch  | Partner      | Soupeři ve finále                  | Výsledek          |
| 1. | 31. prosinec 2001 | Čennaj          | tvrdý   | Ota Fukárek  | Mahesh Bhupathi Leander Paes       | 5–7, 6–2, 7–5     |
| 2. | 6. leden 2003     | Auckland        | tvrdý   | Pavel Vízner | David Adams Robbie Koenig          | 7–6 (5), 3–6, 6–3 |
| 3. | 23. leden 2003    | Milán           | koberec | Pavel Vízner | Radek Štěpánek Petr Luxa           | 6–4, 7–6 (4)      |
| 4. | 10. únor 2003     | Marseille       | tvrdý   | Pavel Vízner | Sebastian Grosjean Fabrice Santoro | 6–1, 6–4          |
| 5. | 17. květen 2004   | St. Pölten      | Clay    | Leoš Friedl  | Mariano Hood Petr Pála             | 3–6, 7–5, 6–4     |
| 6. | 7. červen 2004    | Halle           | tráva   | Petr Pála    | Leander Paes David Rikl            | 6–2, 7–5          |
| 7. | 13. červen 2005   | s'Hertogenbosch | tráva   | Leoš Friedl  | Cyril Suk Pavel Vízner             | 6–3, 6–4          |
| 8. | 8. říjen 2007     | Moskva          | tvrdý   | Lovro Zovko  | Marat Safin Dmitrij Tursunov       | 6–4, 6–2          |